# Dr5クローム現像
dr5クローム現像（ディーアールファイヴクロームげんぞう、英語: dr5 chrome process）は、白黒写真のリバーサル現像の処方で、白黒リバーサルフィルムはもとより、ネガフィルムを含むモノクロフィルムから、スライド用などのポジフィルムが得られる方法である（一般にモノクロフィルムはネガフィルムをリバーサル現像する処方も公表されているが、特に白黒リバーサルをうたっているフィルムは品種にもよるが、リバーサル現像に向いた特性やベースを無色とするなどの違いがある）。開発者は、dr5クローム・ラボのCEOかつ創業者であり、写真家から写真化学者に転身したデイヴィッド・ウッドである。dr5クローム現像は、一般的な光ベースのリバーサル現像というよりも、むしろ、化学的なリバーサル現像である。デイヴィッド・ウッドは、The Darkroom Cookbook （2008年）という評価の高い書籍に貢献した。

## 略歴・概要
dr5クローム現像は、現像プロセスの5回目の転生であり、実験によってたどり着いたものである。リバーサルフィルムの現像方法が一般に知られているのに対して、dr5クローム現像は、企業秘密 (trade secret) によって独占権を守られている。プライヴェイトには1998年までにはこの現像法は完成しており、短期間のうちにアメリカ合衆国カリフォルニア州ロサンゼルスにあるA&Iのラボと共同チームが組まれた。dr5クローム現像は、1999年には、「'99 フォト・エクスポ＝プラス」「エクスポ・レヴュー」において「ベスト・ニュー・プロダクト」を勝ち取った。
2001年には、dr5クローム・ラボは、38番目の独立系ラボを開き、ニューヨーク市では8番目であった。同ラボは、イタリアのテクノラボ（Tecnolab）がdr5クローム・ラボのために特別に製作した現像機を使用した。2005年、dr5クローム・ラボは、コロラド州デンバーに移転した。
dr5クローム現像では、コダックのトライXやフォマ・ボヘミア（チェコ）のフォマパンRといった、白黒リバーサルフィルムのスーパー8や16mmフィルムの現像も可能である。